# 오라 (브랜드)
오라(영어: Ora, 중국어: 欧拉, 병음: Oūlā)는 2018년 중국 자동차 제조사 만리장성 자동차가 설립한 전기자동차 브랜드이다.
만리장성 자동차에 따르면 오라는 "open(열린), reliable(믿을 수 있는), alternative(대안)"을 의미하며, 관화에서 성이 "오우라"로 음역되는 저명한 스위스 수학자 레온하르트 오일러에게 오마주를 바치는 의미도 담고 있다.

## 역사

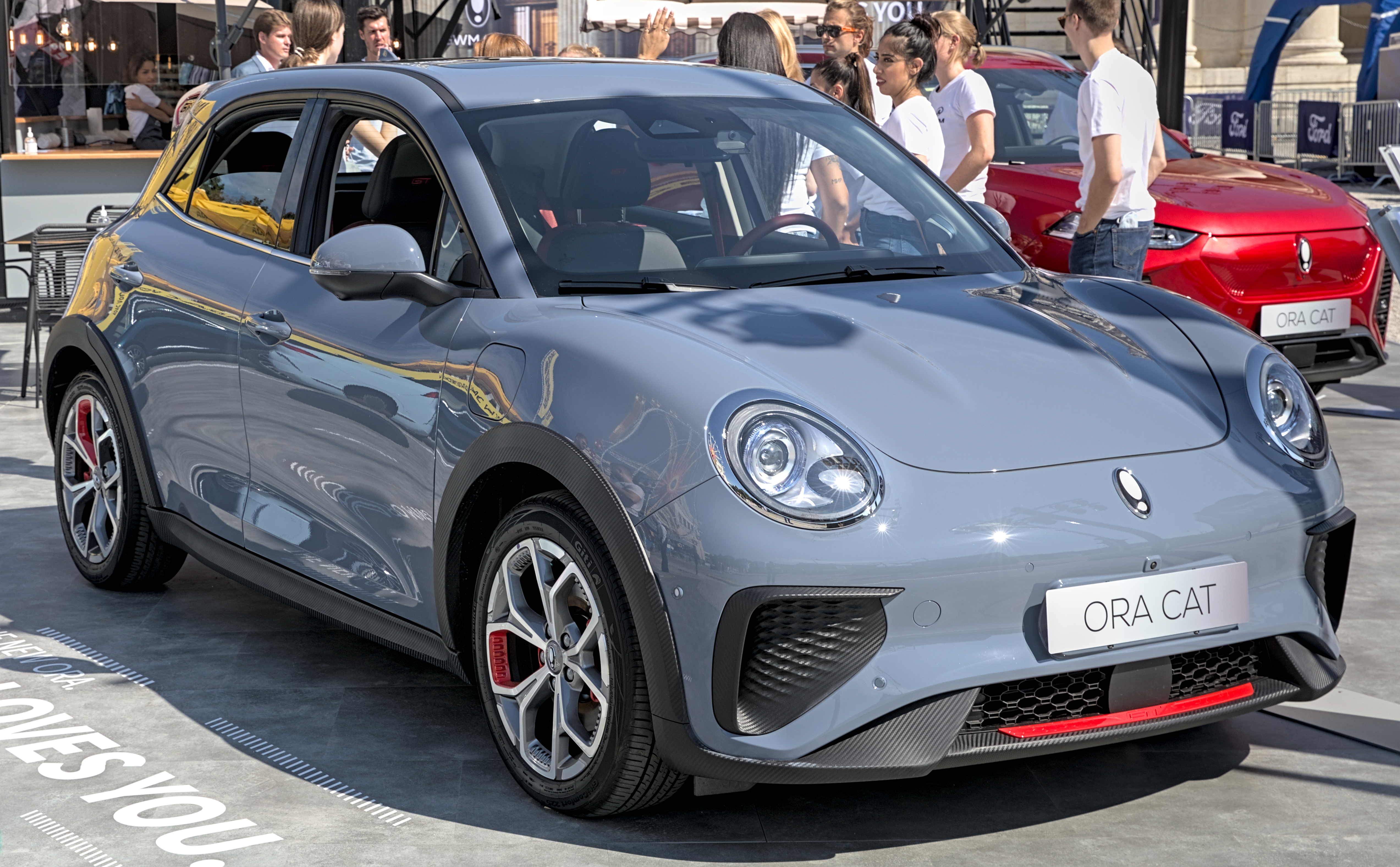
오라 캣 GT IAA 2021에서

만리장성 자동차는 2018년 5월 새로운 전기자동차 라인 전용 브랜드 오라의 설립을 발표했다. 당시 이 브랜드는 두 가지 초기 모델인 크로스오버 iQ5(이후 iQ)와 도시형 자동차 R1(이후 블랙 캣)으로 출시되었다. iQ의 판매는 2018년 8월에 공식적으로 시작되었다. 세 번째 오라 모델 R2(이후 화이트 캣)는 2019년 6월에 처음 공개되었고, 생산은 2020년 7월에 공식적으로 시작되었다.
오라 브랜드는 2022년 말 유럽, 태국, 말레이시아, 남아프리카 공화국, 오스트레일리아에 진출했으며, 2023년에는 브라질, 2023년 12월 8일에는 브루나이에 진출했다. 오라는 2023년 인도네시아 국제 오토 쇼에서 공개되었으며 2024년에 인도네시아에서 판매될 예정이다.
"캣" 시리즈 차량의 명칭은 덩샤오핑의 유명한 인용문인 "흰 고양이든 검은 고양이든 쥐만 잘 잡으면 좋은 고양이이다"에 기반을 둔다고 알려져 있다.

## 차량

### 현재 생산차량
- 오라 굿 캣/펑키 캣/03 — 전기 해치백
- 오라 발레 캣 — 전기 중형 해치백[11]
- 오라 라이트닝 캣/07 — 전기 스포츠 패스트백 및 스테이션 왜건

### 단종 차량
- 오라 iQ (2018년~2020년)[12]
- 오라 R1/블랙 캣 (2019년~2022년)
- 오라 R2/화이트 캣 (2020년~2022년)
- 오라 체리 캣 (2022년~2023년)
- 메카 드래곤 (2022년~2024년)

### 컨셉트 카
- 오라 R2 콘셉트
- 오라 퓨처리스트
- 오라 펑크 캣
- 오라 라이트닝 캣
- 오라 빅 캣

## 갤러리

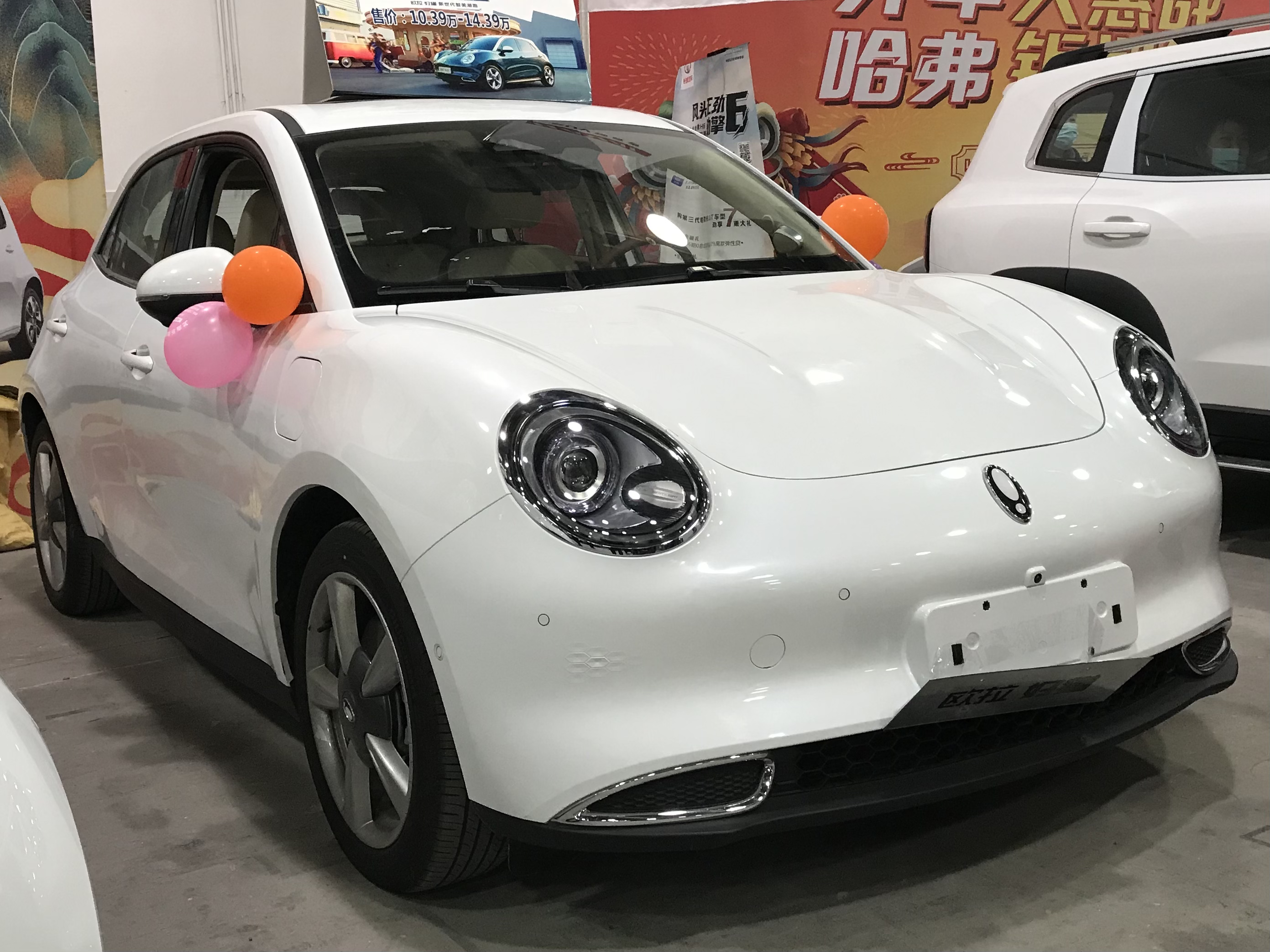
오라 하오마오 / 03 / 굿 캣 / 펑키 캣
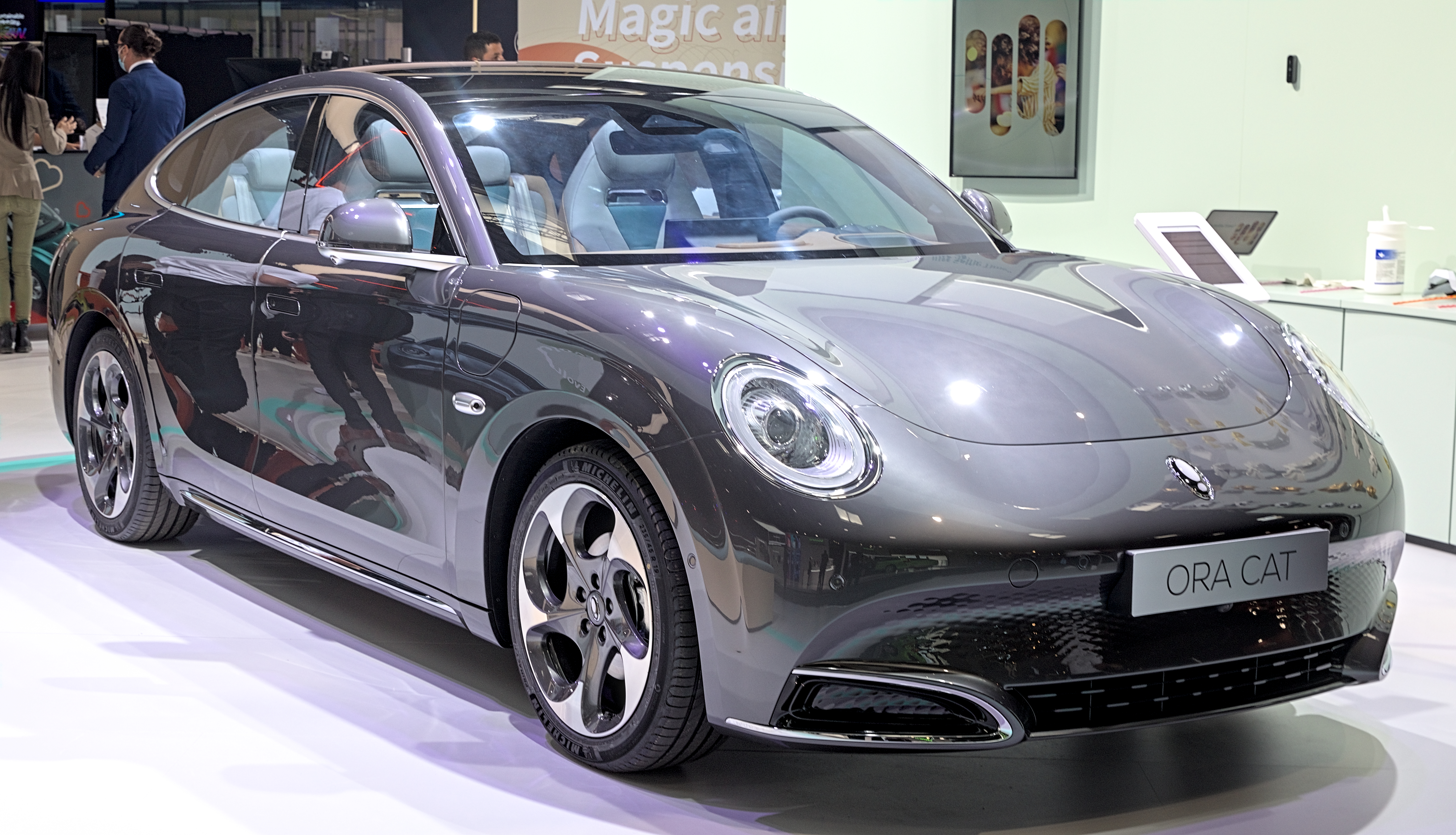
오라 라이트닝 캣
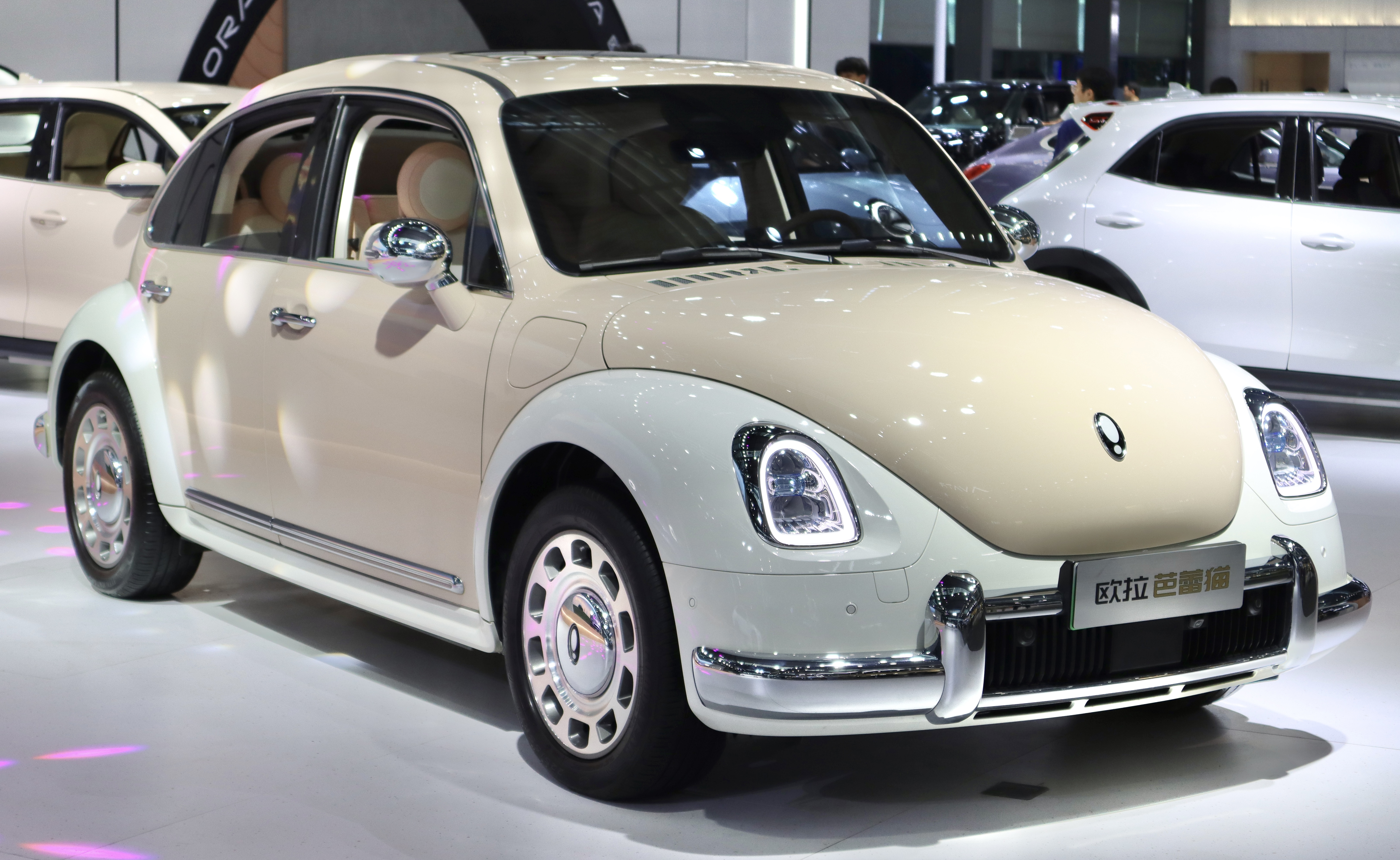
오라 발레 캣

### 단종

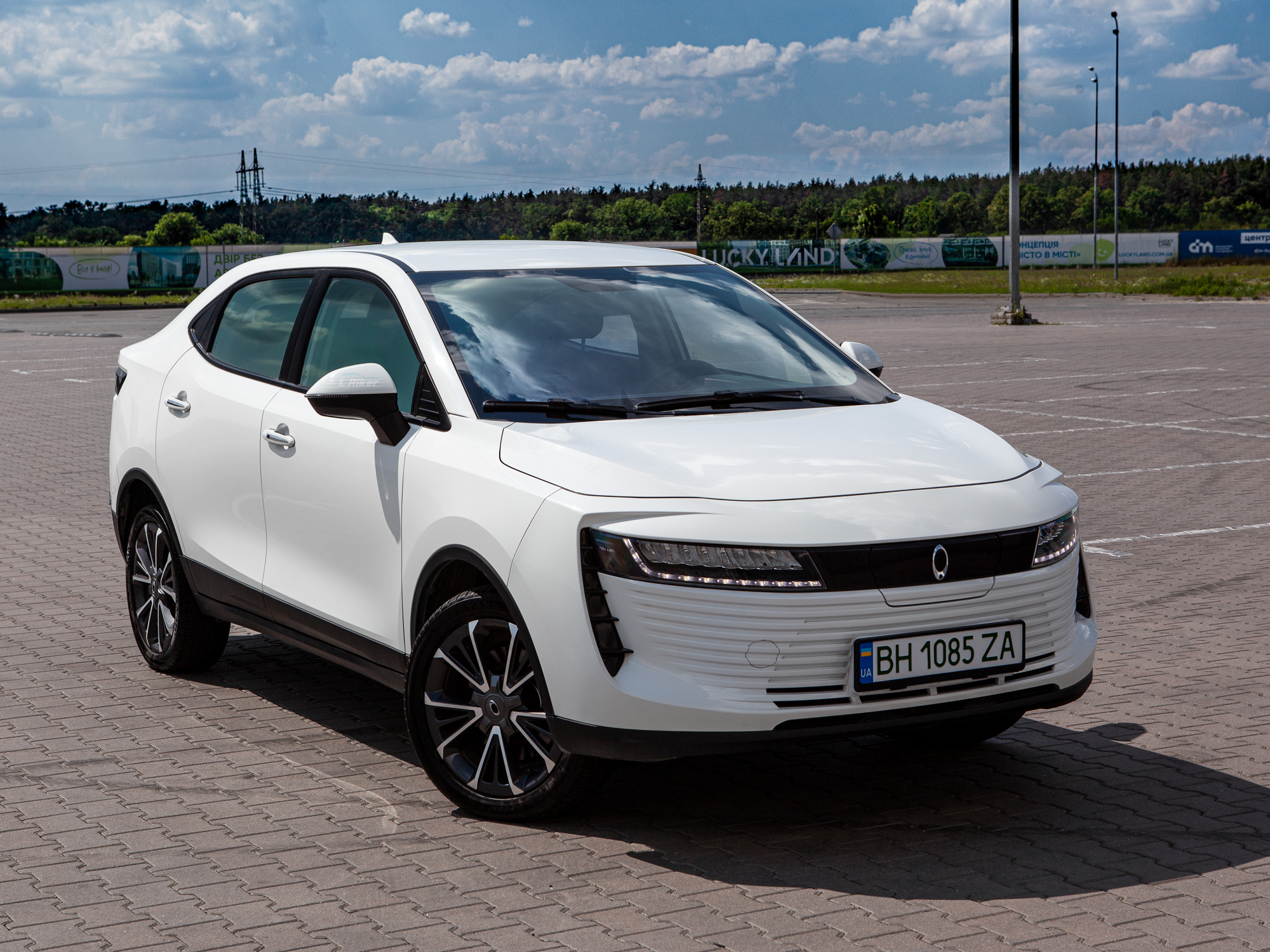
오라 iQ
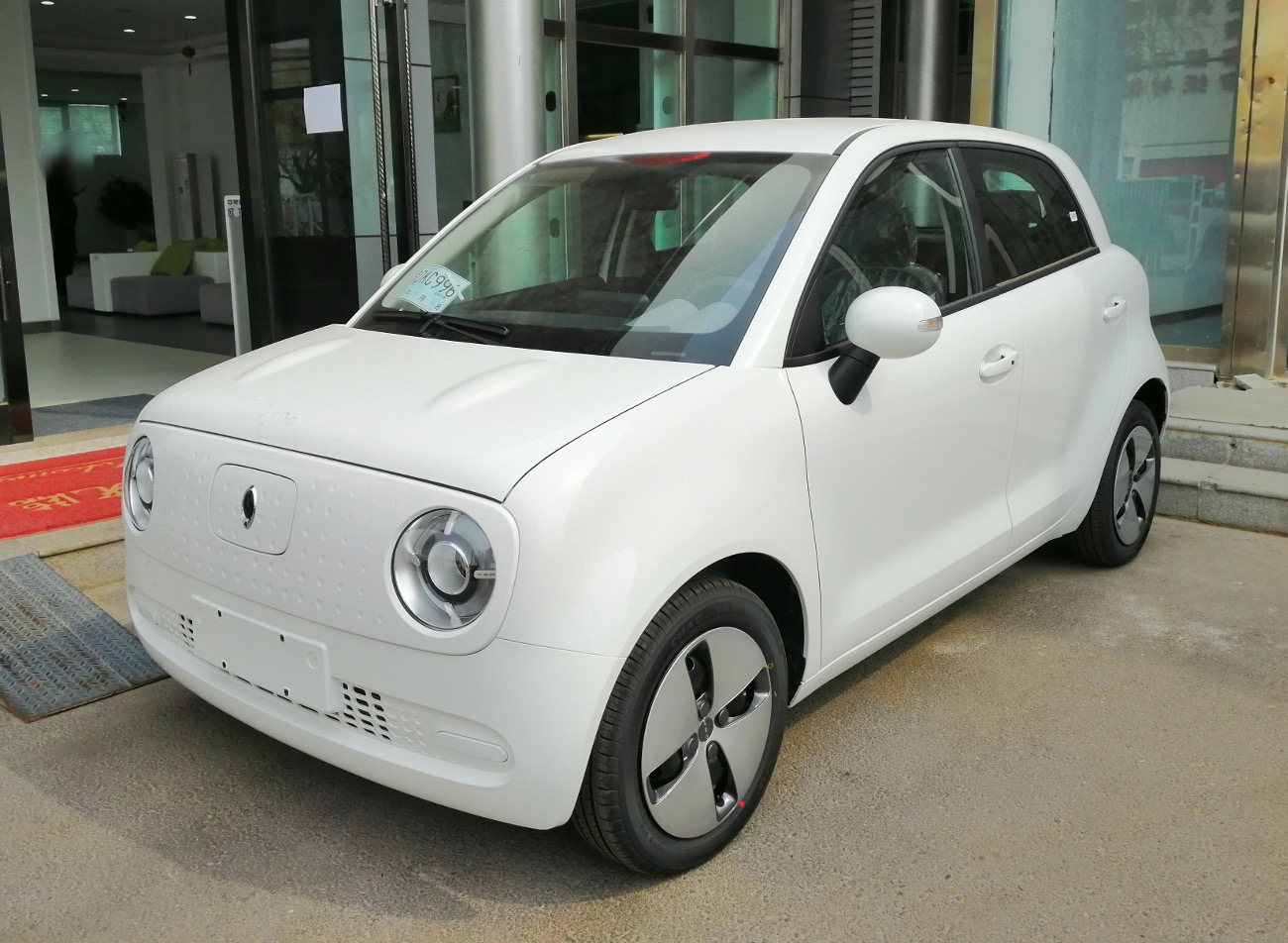
오라 블랙 캣
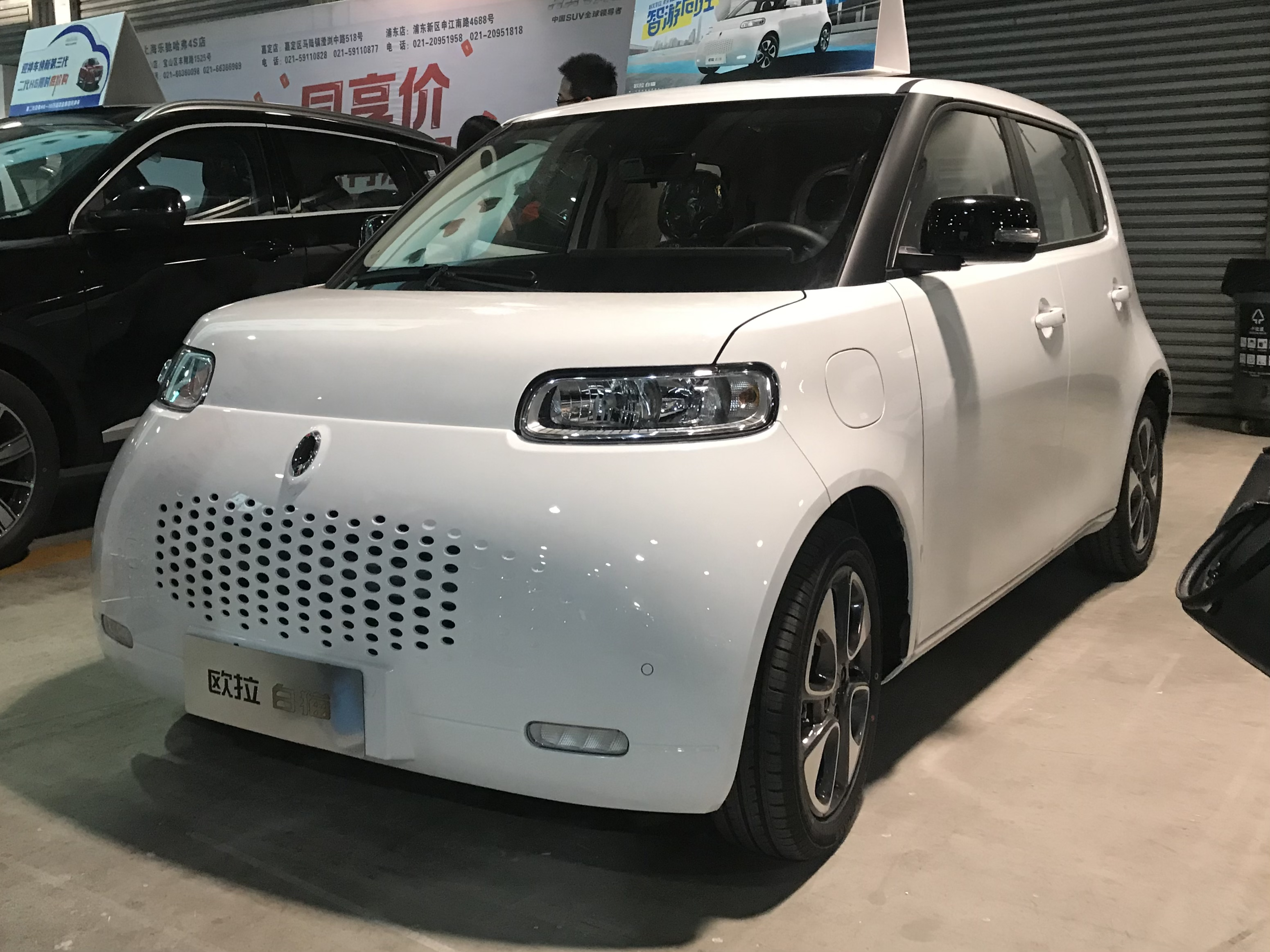
오라 화이트 캣
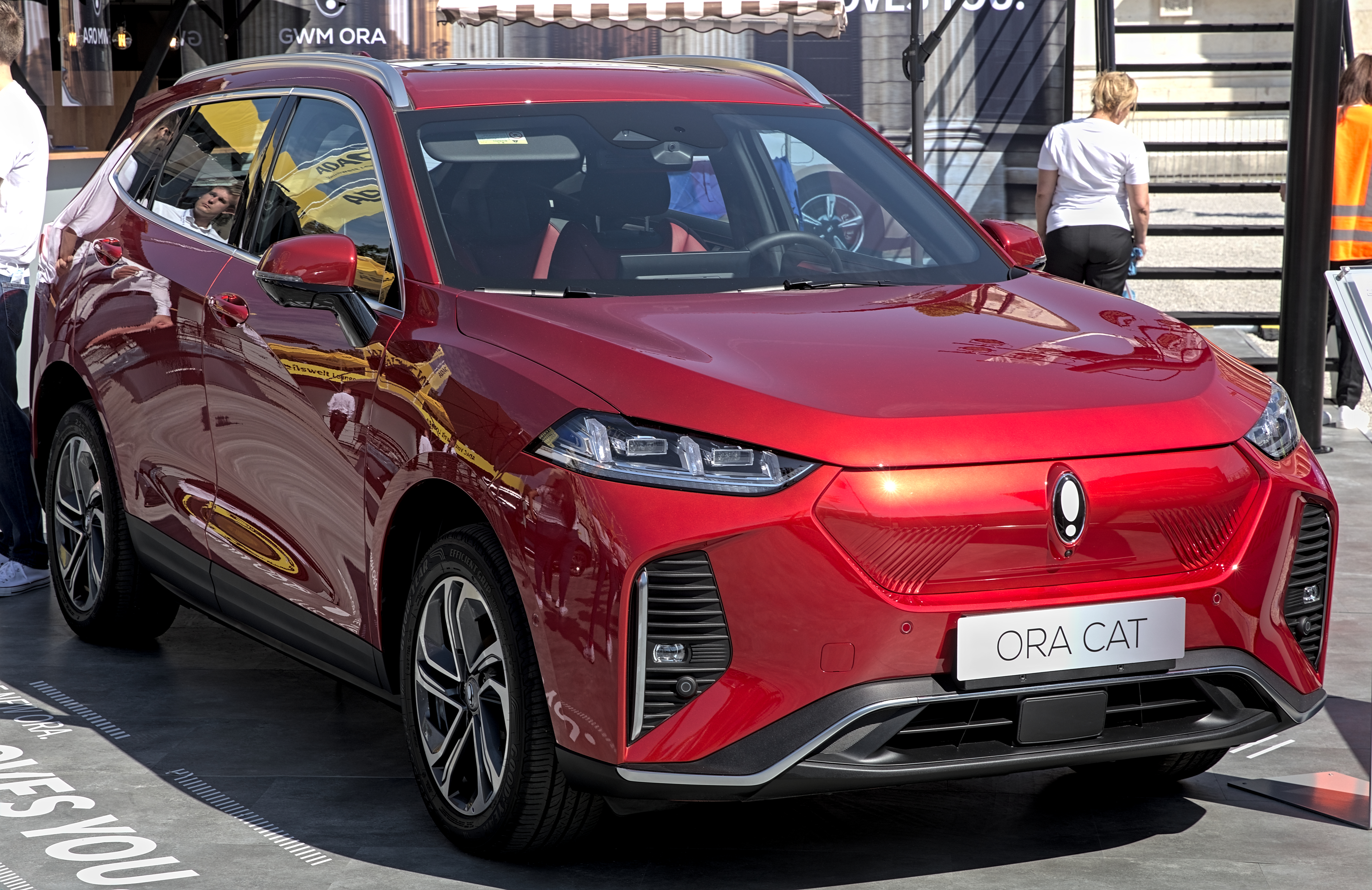
오라 체리 캣